# Vuelo 843 de EgyptAir
El Vuelo 843 de EgyptAir fue un vuelo desde el Aeropuerto internacional de El Cairo al aeropuerto internacional de Túnez-Cartago. El 7 de mayo de 2002, el Boeing 737-566 de 10 años y 8 meses que cubría la ruta se estrelló contra una colina cerca del Aeropuerto internacional de Túnez-Cartago. De los 6 miembros de la tripulación y 56 pasajeros, murieron 3 miembros de la tripulación y 11 pasajeros, con un total de 14 muertes. El accidente ocurrió el mismo dia que el vuelo 6136 de China Northern Airlines.

## Accidente
El Vuelo 843 despegó del aeropuerto internacional de El Cairo en la tarde del 7 de mayo de 2002 al aeropuerto internacional de Túnez Cartago en Túnez, Túnez. Los pasajeros estaban compuestos por 27 egipcios, 16 tunecinos, 3 argelinos, 3 jordanos y 2 británicos. El avión era un Boeing 737-566. Los miembros de la tripulación de vuelo fueron el capitán Ashraf Abdel-Aal (en árabe: أشرف عبدالعال) y el primer oficial Khalid Odeh (en árabe: خالد عودة).
El avión volaba en condiciones meteorológicas de instrumentos (IMC) debido a la niebla, la lluvia y la arena que soplaba al acercarse a la pista 11 del aeropuerto de Túnez-Cartago. El avión se estrelló contra una colina en el área de Nahli en el norte de Túnez. El avión se detuvo a una altitud de 750 pies sobre el nivel del mar y 4 millas (6,4 km) del aeropuerto. De los 6 tripulantes y 56 pasajeros a bordo, 3 miembros de la tripulación (tanto miembros de la tripulación de vuelo como una azafata) y 11 pasajeros murieron en el accidente. La investigación encontró la advertencia de altitud mínima. El dispositivo en Túnez-Cartago no cubrió la aproximación para la Pista 11, y recomendó estudiar formas de mejorar el volumen del cielo cubierto por el dispositivo para cubrir las aproximaciones a todas las pistas. La causa del accidente fue un vuelo controlado al terreno. 
Según la dirección del aeropuerto de Cartago, los pilotos decidieron realizar el aterrizaje normal en el aeropuerto. El accidente ocurrió durante el proceso de aterrizaje. Hay dos teorías sobre el accidente:
- La primera teoría es que el tren de aterrizaje no se extendió mientras el avión estaba en aproximación. El piloto le pidió a ATC que rodeara el aeropuerto mientras intentaba bajar el tren de aterrizaje mientras descargaba combustible simultáneamente, una precaución estándar al anticipar un aterrizaje forzoso. El Ministro de Transporte de Túnez creía que, debido a que este tipo de avión no puede descargar combustible rápidamente, el piloto tuvo que pasar más tiempo dando vueltas alrededor del aeropuerto en el terreno montañoso alrededor de Cartago. Con el mal tiempo y la poca visibilidad, la tripulación de vuelo probablemente no vio la montaña hasta que fue demasiado tarde. Esta cuenta está respaldada por la falta de fuego en el sitio del accidente.

- La segunda teoría es que el avión no sufrió ninguna falla técnica, y que el mal tiempo y la falta de visibilidad causaron que el piloto descendiera por debajo de la altitud mínima segura para el aeropuerto de Cartago. Un análisis de la grabadora de datos de vuelo y la grabadora de voz de la cabina no reveló ninguna indicación de que el tren de aterrizaje no se había desplegado o que hubo acciones inusuales por parte de la tripulación u otras circunstancias aparte del terrible clima. El vicepresidente de seguridad de EgyptAir, Shaker Qilada, declaró que no había fallas técnicas con el avión y que era un procedimiento de aterrizaje normal.

El avión se partió en dos mitades y la parte posterior del avión se incendió. Como resultado, la mayoría de las víctimas estaban sentadas en la parte trasera del avión. Los equipos de rescate se dirigieron al área del accidente para rescatar a los pasajeros heridos y recuperar los cuerpos de los muertos. Los equipos de rescate informaron que tenían dificultades para llegar al sitio del accidente en el terreno accidentado.

## Los relatos de los sobrevivientes
Uno de los sobrevivientes dijo que "el avión había salido de Egipto normalmente, pero cuando entramos en el espacio aéreo tunecino encontramos una situación climática inusual que no había visto desde el año. Y nos quedamos aproximadamente media hora entre la niebla y no pudimos ver la superficie de la tierra, "agregando que" mientras el piloto se preparaba para aterrizar en el aeropuerto de Túnez, el avión se estrelló repentinamente en la montaña, y que tal vez algo salió mal del piloto y algo del avión ".

## Secuelas
Después del accidente, la Junta Nacional de Seguridad del Transporte de EE. UU. Envió un equipo de investigadores para ayudar a las autoridades en Túnez con su investigación. El equipo incluyó representantes de Boeing y General Electric Engines.
Misr Insurance Company comenzó a pagar una indemnización a EgyptAir por el avión en Túnez, así como a las víctimas y heridos de conformidad con el acuerdo internacional. El valor de la compensación del avión ascendió a 22 millones de dólares, o 110 millones de libras.[cita requerida]

## Galería

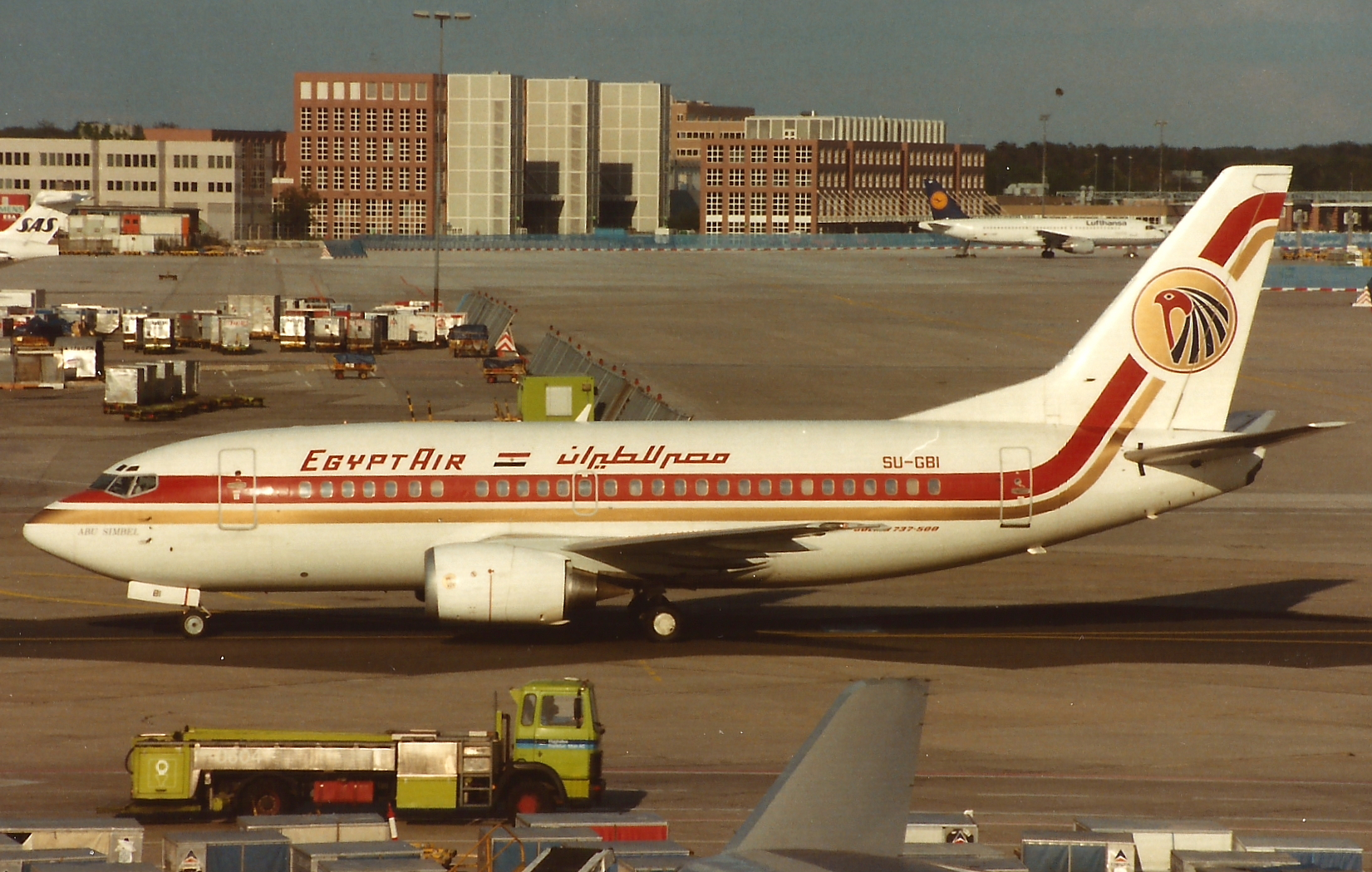
El avion involucrado en el accidente fotografiado en agosto de 1993.
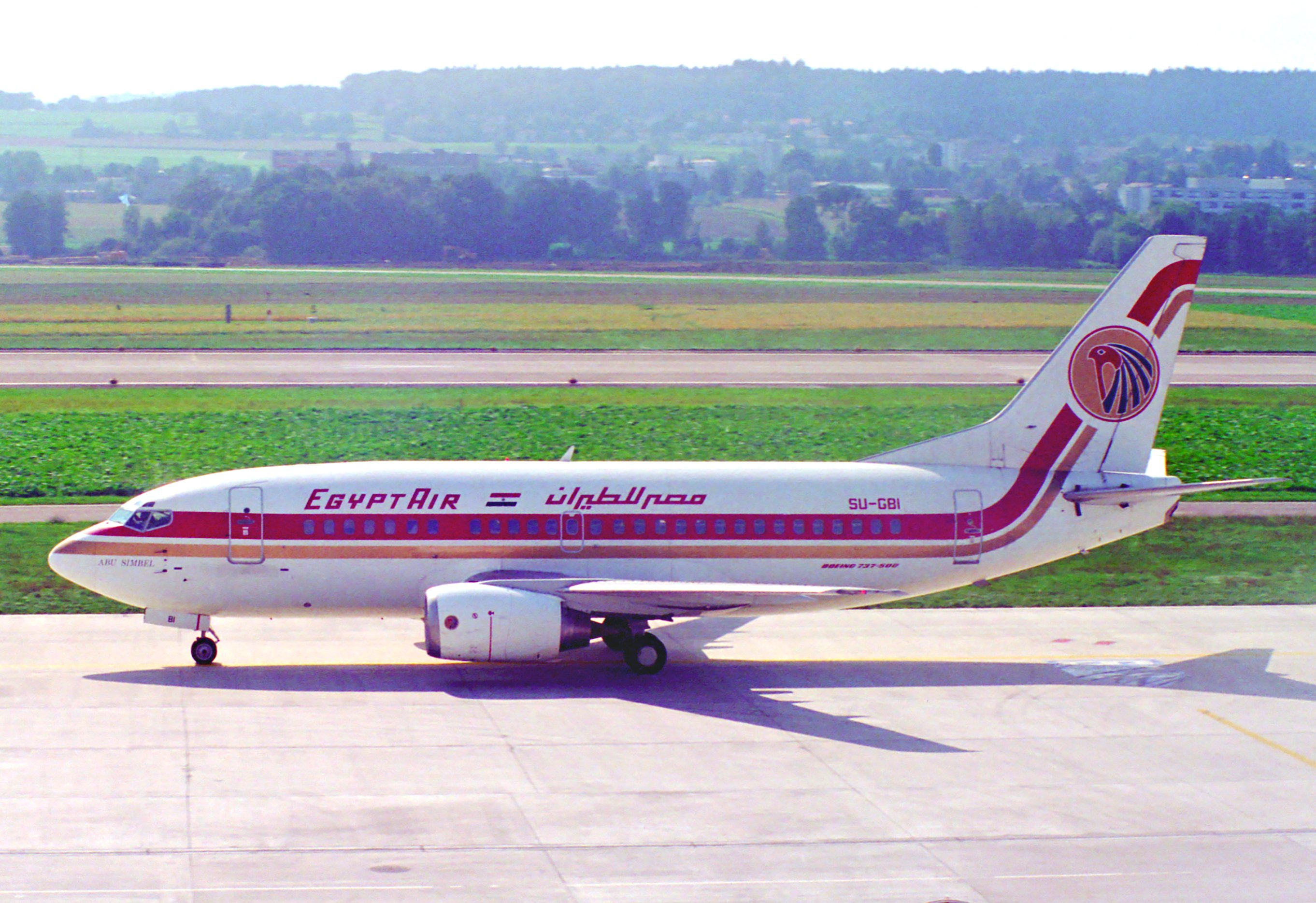
El avion involucrado en el accidente fotografiado en octubre de 1994.
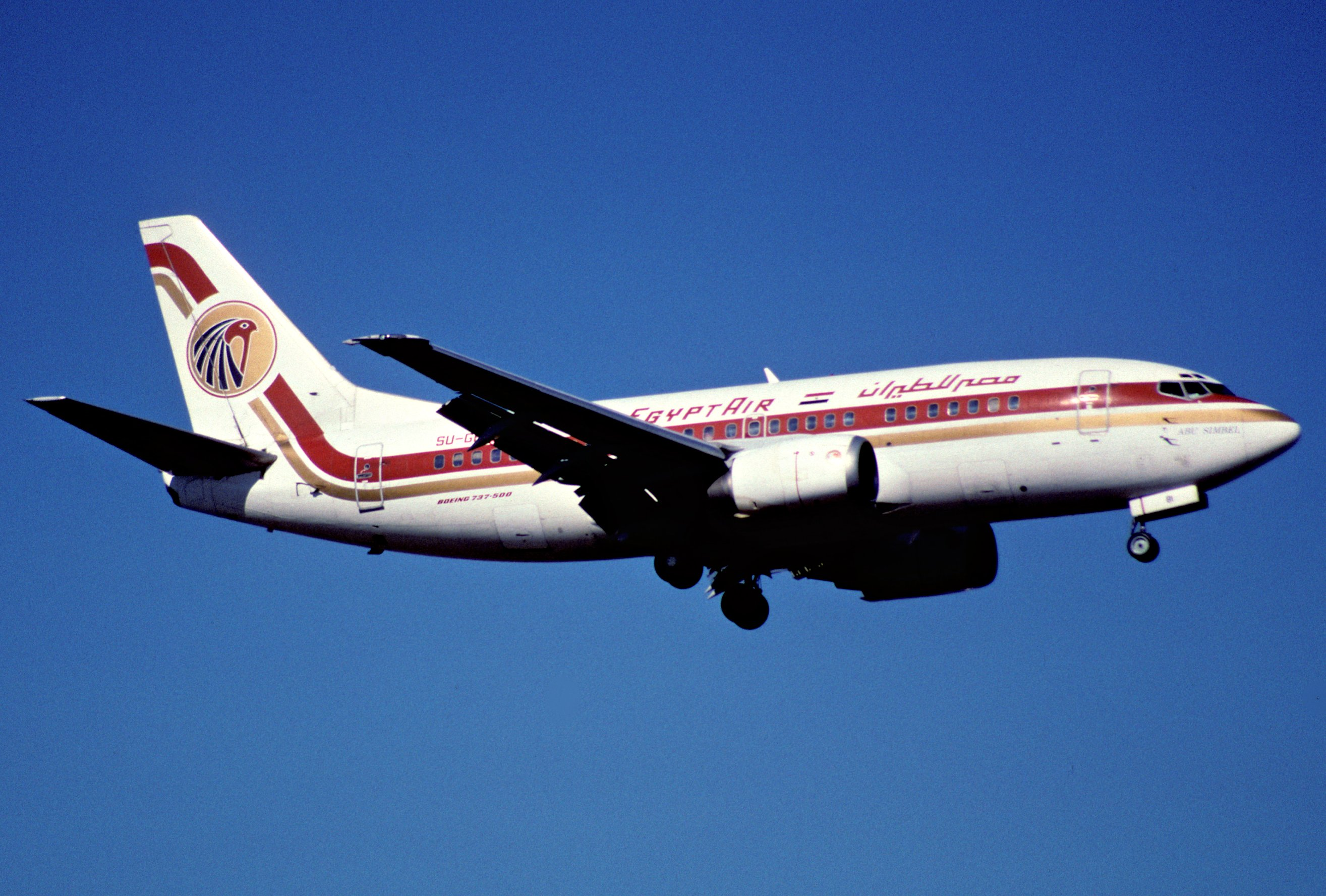
El avion involucrado en el accidente fotografiado en marzo de 1998.